# دينيس تيليناك
دينيس تيليناك (بالفرنسية: Denis Tillinac)‏ (26 مايو 1947 - 26 سبتمبر 2020)، هو كاتب وصحفي فرنسي محافظ. كان كاتب عمود أسبوعيًا في «Valeurs actuelles». كان مقربا من جاك شيراك. في عام 2012، كتب رسالة مفتوحة إلى مارين لوبان يطلب منها دعم نيكولا ساركوزي في الجولة الثانية من الانتخابات الرئاسية. توفي تيليناك في 26 سبتمبر 2020 عن عمر يناهز 73 عامًا.
كان كاثوليكيًا وكتب كتبًا عن الأصول الكاثوليكية لفرنسا.

## الجوائز
ككاتب ، حصل على الجوائز الأدبية التالية: Prix de la Table ronde française (1982) ، Prix Roger Nimier (1983) ، Prix Kléber-Haedens (1987) ، Prix Jacques-Chardonne (1990) ، Prix du roman populiste (1993) )، Grand prix de littérature sportive (1993)، Prix Paul-Léautaud (1999).